# Rzepień
Rzepień (Xanthium L.) – rodzaj roślin z rodziny astrowatych. Obejmuje w zależności od ujęcia systematycznego od dwóch do ponad 20 gatunków. Rośliny te są szeroko rozprzestrzenione rosnąc naturalnie na obu kontynentach amerykańskich, w południowej Eurazji i północnej Afryce, a poza tym introdukowane na pozostałych obszarach wszystkich kontynentów z wyjątkiem Antarktydy. W Polsce jako introdukowane i zadomowione rosną trzy gatunki: rzepień kolczasty X. spinosum, rzepień pospolity X. strumarium i rzepień włoski X. orientale.
Są to rośliny pierwotnie związane z odsłoniętymi siedliskami piaszczystymi na brzegach rzek i wydmach, współcześnie zaadaptowane także na różnych siedliskach antropogenicznych. Rosną m.in. jako chwasty w uprawach soi, bawełny i orzachy. Rzepienie wyróżniają się trwałymi, haczykowatymi listkami okrywy czepiającymi się futra zwierząt i ubrań ludzi, dzięki czemu diaspory te są rozprzestrzeniane.

## Morfologia
PokrójRośliny jednoroczne o pędach wzniesionych i rozgałęziających się, osiągających od 10 do ponad 200 cm wysokości, z cierniami wyrastającymi z węzłów lub bez cierni.
LiścieSkrętoległe (tylko najniższe bywają naprzeciwległe), ogonkowe. Blaszka od równowąskiej, poprzez lancetowatą, jajowatą, trójkątną do zaokrąglonej, często dłoniasto lub pierzasto wcinana, całobrzega lub ząbkowana, mniej lub bardziej owłosiona, czasem szorstko.
KwiatyJednopłciowe. Rośliny są jednopienne z kwiatami męskimi zebranymi w niewielkie i gęste kwiatostany skupiające się w szczytowej części pędu oraz z koszyczkami z kwiatami żeńskimi wyrastającymi po kilka w kątach liści poniżej.
Koszyczki z kwiatami męskimi są miseczkowate, o średnicy 3–5 mm. Listków okrywy jest kilka do kilkunastu i są one wolne. Na stożkowatym lub walcowatym dnie kwiatostanowym znajdują się błoniaste plewinki i kilkadziesiąt rurkowatych lub lejkowatych koron kwiatów zwieńczonych 5 odgiętymi lub wyprostowanymi ząbkami. Korony mają białawą barwę. Nitki pręcików są u dołu zrośnięte. Między pręcikami znajduje się szczątkowy słupek z niepodzielonym znamieniem.
Koszyczki z kwiatami żeńskimi mają okrywę o kształcie wrzecionowatym i średnicy od kilku do ponad 20 mm. Listki okrywy w liczbie kilkudziesięciu są ułożone są w kilku–kilkunastu szeregach. Górne są okazałe i wolne, dolne zrośnięte nasadami, w górnej części haczykowate. Najwyższe, najtęższe listki są wyprostowane. Koszyczki zawierają tylko dwa, czasem jeden kwiat, które wraz z dnem koszyczka drewnieją podczas owocowania. Kwiaty żeńskie składają się niemal z samej zalążni i dwóch znamion, drewniejąc przybierają postać dwóch lub jednego ciernia wieńczącego koszyczek. Ciernie te zwane są „dziobami” – są większe od cierni powstających z listków okrywy, w środku są rurkowate (przez otwór ten wystają znamiona).
OwoceCzarne, wrzecionowate niełupki zamknięte w drewniejącej i ciernistej okrywie zwieńczonej na szczycie ww. dziobami.

## Systematyka
Rodzaj z plemienia Heliantheae w podrodzinie Asteroideae z rodziny astrowatych Asteraceae. W obrębie plemienia wchodzi w skład podplemienia Ambrosiinae. Rośliny z tego rodzaju są bardzo zmienne, co jest powodem istnienia bardzo różnych koncepcji podziału tego taksonu. Karol Linneusz wyróżnił dwa gatunki i wyodrębnianie tylko 2–3 gatunków w rodzaju wciąż jest częste. Proponowano też jednak klasyfikację wewnątrzrodzajową z nawet 20 i 21 gatunkami. Współczesne publikacje i bazy taksonomiczne wyróżniają zwykle 4–5 do 6 gatunków.
Wykaz gatunków
- Xanthium ambrosioides Hook. & Arn.
- Xanthium argenteum Widder
- Xanthium chinense Mill.
- Xanthium orientale L. (≡ Xanthium albinum (Widder) Scholz & Sukopp) – rzepień włoski, rz. brzegowy
- Xanthium spinosum L. – rzepień kolczasty, rz. ciernisty
- Xanthium strumarium L. – rzepień pospolity

Podawany z Polski jako przejściowo zawlekany rzepień wielkoowockowy X. macrocarpum DC. według Plants of the World Online jest synonimem X. strumarium L.